# Lệnh cấm tửu
Lệnh cấm tửu là một pháp luật gây tranh cãi, nó cấm chỉ buôn bán, nhập khẩu, xuất khẩu và tiêu thụ alcohol ở một số tiểu bang. Trong đại đa số các trường hợp, pháp luật nhằm giúp công chúng giảm thiểu tiêu phí thời gian uống rượu nói chung, nó được tiến hành ở Tây Ban Nha, Colombia và Chile.
Hầu như các trường hợp khi rượu bị cấm chỉ, thì trường hợp lệnh cấm chỉ này cũng đã xúc tiến thị trường chợ đen ác ý, bán rượu phi pháp và với giá cao.

## Liên tiếp ngoại bộ
- Luật pháp lý ARGIA